# Wapen van Monnickendam

Het wapen van Monnickendam

Hoe het wapen van Monnickendam is ontstaan, is tot op heden niet duidelijk. Er zijn verschillende verklaringen mogelijk.

## Geschiedenis
Een oud wapen van Monnickendam was gelijk aan het wapen van de familie Persijn: een witte zwaan omgeven door negen rode kruisjes.
De beschrijving luidt als volgt: "Van zilver beladen met een monnik in zijne natuurlijke kleur en kleding, staande op een terras van sijnople (groen). Het schild gedekt met een krans van eikenloof en vastgehouden ter weerskanten door een griffioen."
Hierbij wordt niet vermeld dat de monnik een groene knots vast heeft, maar dit kan ook een palmtak of een fakkel zijn. Wel is met zekerheid te stellen dat dit voorwerp in een eerdere versie van het stadswapen (uit 1625) nog niet aanwezig was. Over de natuurlijke kleur van de kleding van de monnik zijn verschillende meningen, er zijn versies waarin de monnik een zwarte, een bruine of een rode pij aanheeft. Zwart is de kleur van de franciscaner- en bruin van de kapucijnermonniken. Rood werd door geen enkele orde gebruikt.

### Monnik
De herkomst van de monnik in het wapen van de stad is niet duidelijk. Wel is er een verhaal rondom de wapenstier die een en ander kan verduidelijken. Deze wapenstier komt ook voor in de wapens van Edam, Middelie, Oosthuizen en Hoorn. De stier was eigendom van het klooster van Monnickendam, hij had op één dag al het gras van het grasveld gegeten. Omdat de stier meer moest eten, had de prior besloten het dier op het dak van het klooster te takelen, aangezien daar meer gras was. De stier zou het hier niet mee eens zijn geweest en zijn begonnen te spartelen. Uiteindelijk brak er iets waardoor de stier naar beneden viel, evenals de monniken die aan de andere kant van het touw stonden. De stier stond snel weer op en vluchtte weg. Een monnik pakte snel een knots en rende achter de stier aan om hem te vangen. Buiten de stad gekomen vroeg een boer aan de monnik wat de stier fout had gedaan en hier wist de monnik geen antwoord op te geven. Uiteindelijk zou deze monnik als troost op het wapen van Monnickendam terecht zijn gekomen.